# Hugo Kerguelén
Hugo Fernando Kerguelén García (Montería, 16 de abril de 1981) es un Ingeniero Civil de ascendencia francesa y libanesa. Actualmente Alcalde del Municipio de Montería para el periodo 2024-2027.

## Biografía

### Familia
Nació el 16 de abril de 1981, en el municipio colombiano de Montería, Hijo de Hugo Kerguelén González y Mercedes García Salleg
Está casado con Diana Sierra. La pareja tiene dos hijos, Elías Kerguelén y Emilio Kerguelén 

### Estudios
Se graduó de bachiller del Colegio Liceo Montería. Tras realizar estudios en la Universidad de los Andes, obtuvo el título de Ingeniero civil y ambiental. Posteriormente, realizó un magíster en Ingeniería Civil, en la misma casa de estudios.
Curso la especialización en Finanzas en la Universidad EAFIT.

## Trayectoria laboral y política
En el 2020 fue designado como secretario de planeación de la ciudad, el 28 de julio de 2022 presentó su renuncia.Su cargo fue remplazado temporalmente por Germán Quintero Mendoza, quien fue el secretario de infraestructura

## Alcalde de Montería (2024-2027)
El 11 de agosto, Hugo Kerguelén oficializó su candidatura a la alcaldía de Montería para las elecciones del 2023, anunciando que sería candidato mediante su coalición "Una Sola Montería". 
El 29 de octubre de 2023, tras la jornada de elecciones regionales en el país, Hugo Kerguelén fue elegido como alcalde de Montería por primera vez en su carrera política, para el período comprendido entre 2024 y 2027. Esta victoria se materializó al obtener 114,675 votos, representando el 50.33% del total de votantes. Su contrincante más cercana, Natalia López Fuentes, logró 88,180 votos, equivalente al 38.62% del total. 
| Funcionario                    | Cargo                         | Ref.   |
| ------------------------------ | ----------------------------- | ------ |
| Daniel Patrón                  | Secretaría General            | [ 4 ]  |
| Antonio Sierra                 | Secretaría de Gobierno        | [ 5 ]  |
| Lupita Bello Tous              | Secretaría de Hacienda        | [ 6 ]  |
| Marino Gómez Argumedo          | Secretaría de Educación       | [ 7 ]  |
| Paula Andrea Gutiérrez Álvarez | Secretaría de Salud           | [ 8 ]  |
| Jhon Nel Rodríguez Sánchez     | Secretaría de Planeación      | [ 9 ]  |
| María Fernanda López           | Secretaría de Tránsito        | [ 9 ]  |
| Iris Spath Camaño              | Secretaría de Infraestructura | [ 9 ]  |
| Diana Sierra                   | Gestión Social                | [ 10 ] |